# Free Mobile
Free Mobile S.A.S. è una compagnia telefonica francese che offre servizi di telefonia mobile.
L'azienda fa parte del gruppo francese Iliad, ed è stato il quarto operatore in Francia, nel 2009, a ottenere una licenza per il 3G. In seguito, fine 2011, ha ottenuto una licenza per il 4G. A partire da gennaio 2013, la copertura nazionale di Free Mobile raggiunge il 50% della popolazione.
Il nuovo operatore è arrivato primo nella classifica di soddisfazione degli abbonati alla telefonia mobile in Francia e primo per quanto riguarda le relazioni con la clientela nel 2012. Il 1º settembre 2016 la Commissione europea conferma il via libera alla fusione tra Wind e 3 Italia, vincolata all'ingresso di Iliad nel mercato mobile italiano.
Durante la presentazione dei dati relativi al IV trimestre 2016 e a quelli annuali di Free e Free Mobile in Francia, Xavier Niel (fondatore del gruppo Iliad) ha confermato che il lancio dell’offerta commerciale in Italia sarà avviata entro la fine del 2017.

## Storia

### 2007-2009: la licenza 3G
Le prime licenze 3G sono state ottenute da France Télécom nel 2000, SFR nel 2000 e Bouygues Télécom nel 2002. La candidatura di Free Mobile è stata accettata dall'autorità francese di telecomunicazioni ARCEP il 17 dicembre 2009.

### 2010-oggi: copertura 3G e 4G
Free Mobile commercializza dal 10 gennaio 2011 servizi di telefonia mobile basati sulla tecnologia UMTS. Al 12 gennaio 2011, la copertura di Free Mobile risulta pari al 30% della popolazione francese.
La ANFR, l’Agenzia nazionale francese delle frequenze, nel suo report mensile, segnala che ad agosto 2016 Free Mobile è stato l'operatore mobile con il maggior numero di installazioni di siti (ben 34) per la banda LTE a 700 MHz (banda la cui riconversione dalla TV alle TLC nel 2016 è ancora in corso e le nuove installazioni possono essere attivate solo in alcune zone del Paese).
A fine agosto 2016, durante la presentazione dei dati finanziari relativi al primo semestre 2016, Free Mobile comunica di aver raggiunto una quota di mercato del 17,4% e 12.080.000 clienti.  Viene inoltre comunicato che la copertura 4G in Francia ha raggiunto il 69% della popolazione, mentre quella 3G è all'85%. In tale occasione, il fondatore di Iliad, Xavier Niel, dichiara che il "raggiungimento del 15% di quota di mercato in Italia è una prospettiva ragionevole per i prossimi anni".
La Commissione europea, il 1º settembre 2016, approva ufficialmente la fusione tra Wind e 3 Italia, confermando che l'approvazione è subordinata alla cessione di asset sufficienti a permettere a un nuovo operatore (Iliad) di entrare nel mercato mobile italiano.
Con i dati aggiornati dalla ANFR al primo ottobre 2016, Free Mobile ha raggiunto quota 205 nuove installazioni su banda 700 MHz (dei 329 autorizzati dalla stessa agenzia nazionale delle frequenze), in diverse zone della Francia, contro una sola installazione del competitor Bouygues Télécom. Sempre con dati aggiornati al primo ottobre 2016, Free Mobile risultava avere 6.910 siti 4G/LTE in servizio, contro 9.932 di Orange, 9.464 di Bouygues Télécom e 8.056 di SFR-Numericable.
A novembre 2016 il CFO di Iliad (gruppo che controlla Free e Free Mobile) Thomas Reynaud, conferma che si sta incominciando a lavorare sulla rete di trasporto (core network) e che hanno avuto accesso ai siti delle torri che la joint venture tra Wind e 3 Italia dovrà lasciare a Free Mobile(come previsto dall'accordo raggiunto con la Commissione europea).
Il 7 marzo 2017, durante la presentazione dei risultati annuali al 31 dicembre 2016, Free Mobile comunica di aver raggiunto il 18% di quota di mercato e totalizzato 12,7 milioni di clienti. La copertura 4G in Francia ha raggiunto il 76% della popolazione, mentre quella 3G è all'89%. In tale occasione il gruppo è intervenuto sul lancio in Italia, dichiarando che per ottenere il raggiungimento del pareggio in termini di EBITDA sarà sufficiente raggiungere una quota di mercato inferiore al 10%.
Il 21 marzo 2017, Free Mobile comunica la disponibilità di Internet illimitato in 4G a tutti i propri clienti con attivo il forfait "illimitato" e con un abbonamento freebox (con un limite di 100 GB al mese per i non abbonati). Si tratta della prima volta al mondo in cui un operatore telefonico propone Internet 4G senza limiti a un prezzo così basso. È la seconda novità comunicata dall'operatore mobile francese nell'arco di una sola settimana. La precedente segnalava l'inclusione del roaming internazionale tutto l’anno (e non più limitato a soli 35 giorni come avveniva in precedenza sempre per il forfait "illimitato").
Con i dati comunicati nella semestrale aggiornata al 30 giugno 2017, Free Mobile raggiunge 13.140.000 clienti (di questi 6,8 milioni sotto rete 4G) e una quota di mercato pari al 18,5%. Alla stessa data risulta migliorata anche la copertura di rete in Francia, con il raggiungimento dell'82% della popolazione per quanto riguarda la rete 4G/LTE e il 91% della popolazione per la rete 3G.